# Trzyciąż (gmina)
Trzyciąż (do 1973 gmina Jangrot) – gmina wiejska w województwie małopolskim, w powiecie olkuskim. W latach 1975–1998 gmina położona była w województwie krakowskim.
Siedziba gminy to Trzyciąż.
Według danych z 30 czerwca 2024 r. gminę zamieszkiwały 6924 osoby.

## Struktura powierzchni
Według danych z roku 2002 gmina Trzyciąż ma obszar 96,56 km², w tym:
- użytki rolne: 77%
- użytki leśne: 16%

Gmina stanowi 15,52% powierzchni powiatu.

## Demografia

### Ludność
Dane z 30 czerwca 2004:
| Opis                              | Ogółem | Ogółem | Kobiety | Kobiety | Mężczyźni | Mężczyźni |
| --------------------------------- | ------ | ------ | ------- | ------- | --------- | --------- |
| jednostka                         | osób   | %      | osób    | %       | osób      | %         |
| populacja                         | 7156   | 100    | 3522    | 49,2    | 3634      | 50,8      |
| gęstość zaludnienia (mieszk./km²) | 74,1   | 74,1   | 36,5    | 36,5    | 37,6      | 37,6      |

### Piramida wieku
(Stan na 31 grudnia 2023 roku)

## Wsie sołeckie

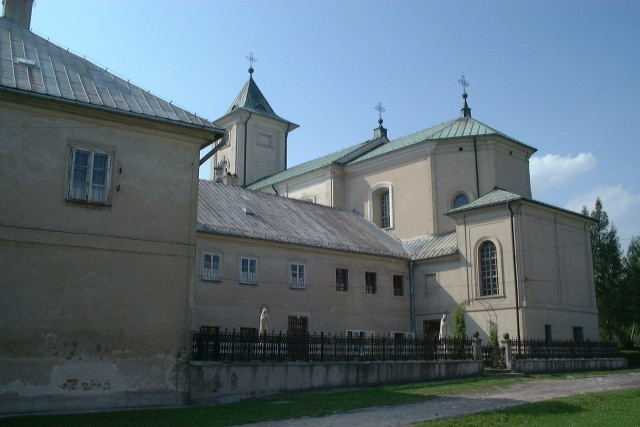
Klasztor w Imbramowicach

- Gmina podzielona jest na 14 sołectw:

| - Glanów - Imbramowice - Jangrot - Małyszyce - Michałówka - Milonki - Podchybie | - Porąbka - Sucha - Ściborzyce - Tarnawa - Trzyciąż - Zadroże - Zagórowa |

## Sąsiednie gminy
Gołcza, Olkusz, Skała, Sułoszowa, Wolbrom